# Campionati mondiali di volo con gli sci 1977
I Campionati mondiali di volo con gli sci 1977, quarta edizione della manifestazione, si svolsero dal 17 al 20 febbraio a Vikersund, in Norvegia, e contemplarono esclusivamente la gara individuale maschile. Furono realizzate due serie di salti.

## Risultati
| Posizione | Atleta            | Nazione          | Punti |
| --------- | ----------------- | ---------------- | ----- |
| 1         | Walter Steiner    | Svizzera         | 564,5 |
| 2         | Toni Innauer      | Austria          | 547,0 |
| 3         | Henry Glaß        | Germania Est     | 541,5 |
| 4         | Aleksej Borovitin | Unione Sovietica | 539,5 |
| 5         | Harald Duschek    | Germania Est     | 533,5 |
| 6         | František Novák   | Cecoslovacchia   | 532,0 |

Trampolino: Vikersundbakken

## Medagliere per nazioni
| Posizione | Nazione      | Oro | Argento | Bronzo | Totale |
| --------- | ------------ | --- | ------- | ------ | ------ |
| 1         | Svizzera     | 1   | 0       | 0      | 1      |
| 2         | Austria      | 0   | 1       | 0      | 1      |
| 3         | Germania Est | 0   | 0       | 1      | 1      |